# 臺南市立大成國民中學
臺南市立大成國民中學（簡稱大成國中）是一所位於臺灣臺南市南區的市立國民中學，成立於1946年9月，時稱「臺南市立初級中學」，為原臺南市第一所市立初級中學。

## 歷史
1946年7月，臺南市政府派韓石爐籌設臺南市第一所市立初級中學，校址定於原臺南神社外苑，並於同年9月開始招生，稱「臺南市立初級中學」，以韓石爐為首任校長。第二任校長楊德均為效法武訓興學之精神，定武氏出生之12月5日為校慶。1951年試辦高級中學，因校地狹小不利發展，於1953年8月與逢甲國民學校（今忠義國小）互換校地而遷至現址，並於其後改稱「臺南市立中學」。
1956年籌辦公園分部，並於隔年11月16日設校，稱「臺南市立延平初級中學」（今延平國中）；1960年設灣裡分部，隔年獨立為「臺南市立南寧初級中學」（今南寧高中）。1961年因實施「省辦高中，縣市辦初中」之政策，高中部停止招收新生，並將原有之學生移轉至臺灣省立臺南第一中學（今臺南一中）及第二中學（今臺南二中），同時初中部開始招收女性學生。1968年8月因臺灣實施九年國民義務教育，改為現名。

### 歷任校長
| 任次 | 校長   | 任期時間                     | 備註         |
| ---- | ------ | ---------------------------- | ------------ |
| －   | 韓石爐 | 1946年7月－1946年9月         | 籌備處主任   |
| 1    | 韓石爐 | 1946年9月－1949年            |              |
| 2    | 楊德均 | 1949年－1951年2月            |              |
| 3    | 方志林 | 1951年2月－1952年            |              |
| 4    | 劉育奇 | 1952年－1955年9月            |              |
| 5    | 謝新周 | 1955年9月－1972年2月         |              |
| 6    | 李祥生 | 1972年2月－1986年2月1日      |              |
| －   | 吳守博 | 1986年2月1日－1986年3月24日  | 教務主任代理 |
| 7    | 白德彰 | 1986年3月24日－1990年2月     |              |
| 8    | 葉瑞山 | 1990年2月－1994年2月1日      |              |
| －   | 林明池 | 1994年2月1日－1994年2月24日  | 訓導主任代理 |
| 9    | 翁資雄 | 1994年2月24日－2002年1月31日 |              |
| 10   | 陳坤松 | 2002年2月1日－2010年7月31日  |              |
| 11   | 戴明輝 | 2010年8月1日－2012年1月31日  |              |
| －   | 謝元入 | 2012年2月1日－2012年7月31日  | 輔導主任代理 |
| 12   | 蔡明昌 | 2012年8月1日－2018年7月31日  |              |
| 13   | 陳惠文 | 2018年8月1日至今             |              |

## 班級
大成國中設有普通班31班、體育班3班、藝術才能班3班，共37班（2021年）。

## 知名校友
- 一隻阿圓，本名王莉茵[5]，知名Youtuber。
- 林逸欣，知名演員、歌手

## 外部連結
- 臺南市立大成國民中學